# Internationales AVUS-Rennen 1933

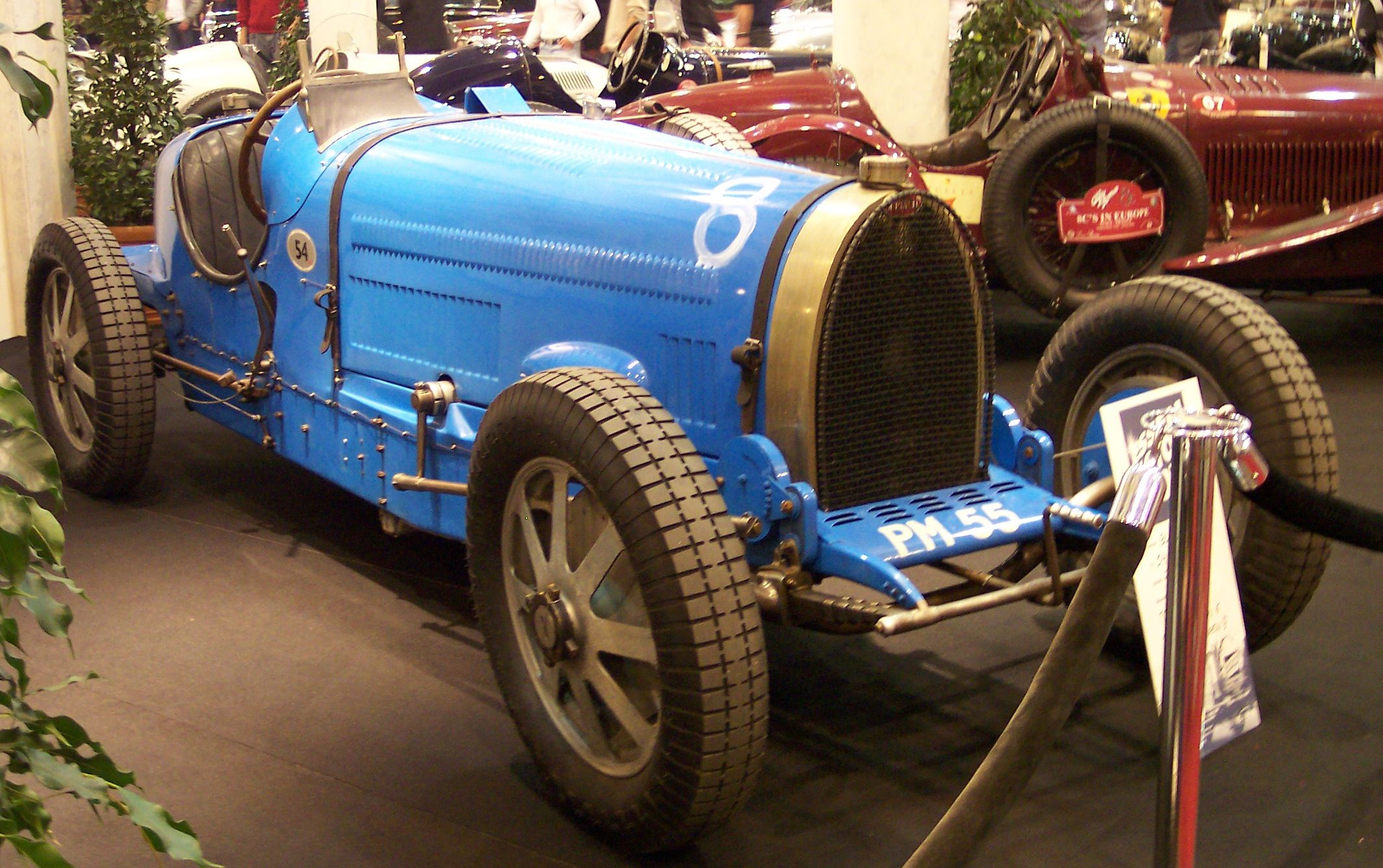
Bugatti T54

Streckenverlauf

Am 21. Mai 1933 fand auf der Berliner AVUS das dritte Internationale ADAC AVUS-Rennen statt. Mit einer Durchschnittsgeschwindigkeit von 221,7 km/h der schnellsten Rennrunde von Stanisław Czaykowski war dieser Grand Prix der schnellste der Saison.

## Rennen
Lange Zeit war ungewiss, ob das Rennen durchgeführt werden könnte, da die Sicherheitsvorkehrungen, die die Organisatoren für die Zuschauer forderten, zu teuer waren. Erst die Verhandlungen zwischen dem ADAC und der Berliner Regierung ermöglichten den Start zu einem akzeptablen Preis. Für die Veranstaltung mussten jedoch die Tribünen erneuert und neue Stehplätze entlang der Strecke angelegt werden. Auch der Straßenbelag war an einigen Streckenabschnitten zu erneuern. Die Organisatoren beschlossen, nur international bekannte Fahrer einzuladen, um die Exklusivität des Rennens zu verdeutlichen. Französische Fahrer waren nicht am Start, da am selben Tag auch der Grand Prix de Picardie in Péronne ausgetragen wurde. Das Preisgeld für den Sieg betrug 10.000 RM (entspricht heute ca. 55.700 Euro), für den zweiten Platz 6.000 RM, den dritten Platz 4.000 RM sowie 2.000 RM für den vierten und 1.000 RM für den fünften Platz.
Um auch Deutschland zu vertreten, brachte die Daimler-Benz AG zwei Mercedes-Benz-SSKL-Silberpfeile mit den Fahrern Manfred von Brauchitsch und Otto Merz an den Start. Letzterer sprang für den in Monaco verunglückten Rudolf Caracciola ein. Auch Hans Stuck sollte auf Wunsch der Organisatoren am Rennen teilnehmen, mangels eines einsatzbereiten Fahrzeugs berichtete er als Radiokommentator vom Rennen. Enzo Ferrari brachte mit seiner Scuderia drei Alfa Romeo 8C 2300 Monza nach Berlin. Pilotiert wurden diese von Tazio Nuvolari, Baconin Borzacchini und Eugenio Siena. Die Startaufstellung wurde, wie zu dieser Zeit üblich, durch Auslosung festgelegt.
Am Donnerstag, dem ersten offiziellen Trainingstag, waren ausschließlich die Mercedes-Benz- und Bugatti-Piloten auf der Strecke. Die Fahrer italienischer Modelle trafen erst später ein. Die Strecke war von dem nächtlichen Regen noch nass und nahezu unbefahrbar. Mercedes-Benz-Rennleiter Alfred Neubauer erhielt extra für dieses Training spezielle Reifen vom naheliegenden Continental-Reifendepot. Otto Merz war der Erste, der auf diesen Reifen vorsichtig auf die AVUS hinausfuhr. Wenig später fuhr auch Manfred von Brauchitsch in seine erste Testrunde. Die Wagen rutschten zunächst nur auf der nassen Strecke, wurden dann aber immer schneller. Kurz darauf kam es zur Katastrophe, als Otto Merz auf der Geraden, etwa zwei Kilometer vor der Ziellinie verunglückte. Sein Wagen hob bei wechselndem Straßenbelag von der Fahrbahn ab und schlug nach etwa 36 Metern auf der Straße auf, rutschte weiter und prallte gegen einen Kilometerstein. Das Auto zerbarst, überschlug sich und blieb kopfüber liegen. Merz, der aus dem Auto geschleudert wurde, wurde sofort ins Hildegard-Krankenhaus, Charlottenburg verbracht, jedoch kam zu diesem Zeitpunkt bereits jede Hilfe zu spät. Der genaue Unfallhergang konnte nur auf Grundlage einer einzigen Zeugenaussage rekonstruiert werden.
Das Rennen am Sonntag war ausverkauft. Auf den Tribünen und Stehplätzen drängten sich 120.000 Zuschauer und etwa 50.000 nicht zahlende standen hinter den Zäunen und versuchten das Rennen zu verfolgen. Viele Führungspersönlichkeiten der NS-Regierung waren ebenfalls anwesend. Das Wetter war mittlerweile klar und sonnig und die Zuschauer erlebten, wie im Rahmenprogramm des Rennens Ernst Jakob Henne auf einer BMW einen neuen Geschwindigkeitsrekord für Motorräder aufstellte.
Am späten Nachmittag startete Rennleiter Adolf Hühnlein das Rennen über 15 Runden. Stanisław Czaykowski übernahm die Führung. Ihm folgten Achille Varzi, Tazio Nuvolari und auf Platz vier der von ganz hinten gestartete Manfred von Brauchitsch. Louis Chiron schied bereits in der ersten Runde mit einem defekten Ventil aus und Rudolf Steinweg musste mit einer gebrochenen Ölleitung in Runde eins aufgeben. Nach fünf Runden führte Czaykowski mit fünf Sekunden vor Varzi. Von Brauchitsch konnte dem Feld kaum noch folgen und war mit seinem schweren SSKL schon auf Platz sechs zurückgefallen, nicht zuletzt wegen vieler Boxenstopps infolge abgenutzter Reifen, da Mercedes die falsche Reifenwahl getroffen hatte. Die Durchschnittsgeschwindigkeit lag zu diesem Zeitpunkte bei knapp 210 km/h. In der letzten Runde führte Czaykowski nach wie vor das Rennen an und wurde erst auf den letzten Metern von Achille Varzi überholt. Der Italiener gewann mit 0,2 Sekunden Vorsprung vor Czaykowski und Baconin Borzacchini und Tazio Nuvolari, die sich einen Wagen teilten. Lokalmatador von Brauchitsch wurde Fünfter und somit Vorletzter.

## Ergebnisse

### Meldeliste
| Team                       | Nr. | Fahrer                  | Chassis            | Motor                                   | Reifen |
| -------------------------- | --- | ----------------------- | ------------------ | --------------------------------------- | ------ |
| Daimler-Benz A.G.          | 21  | Manfred von Brauchitsch | Mercedes-Benz SSKL | Mercedes-Benz M06 RS 7.1L I6 Kompressor | C      |
| Daimler-Benz A.G.          | 22  | Otto Merz               | Mercedes-Benz SSKL | Mercedes-Benz M06 RS 7.1L I6 Kompressor | C      |
| Officine Alfieri Maserati  | 23  | Luigi Fagioli           | Maserati V5        | Maserati V5 5.0L V16 Kompressor         | P      |
| Charly Jellen              | 24  | Charly Jellen           | Alfa Romeo Monza   | Alfa Romeo 2.3L I8 Kompressor           |        |
| Rudolf Steinweg            | 25  | Rudolf Steinweg         | Bugatti T35C       | Bugatti 2.0L I8 Kompressor              |        |
| Scuderia Ferrari           | 26  | Tazio Nuvolari          | Alfa Romeo Monza   | Alfa Romeo 2.6L I8 Kompressor           | E      |
| Scuderia Ferrari           | 27  | Baconin Borzacchini     | Alfa Romeo Monza   | Alfa Romeo 2.6L I8 Kompressor           | E      |
| Scuderia Ferrari           | 34  | Eugenio Siena           | Alfa Romeo Monza   | Alfa Romeo 2.6L I8 Kompressor           | E      |
| Louis Chiron               | 28  | Louis Chiron            | Alfa Romeo Monza   | Alfa Romeo 2.3L I8 Kompressor           |        |
| László Hartmann            | 29  | László Hartmann         | Bugatti T51        | Bugatti 2.3L I8 Kompressor              |        |
| Hans Stuber                | 30  | Hans Stuber             | Bugatti T51        | Bugatti 2.3L I8 Kompressor              |        |
| Automobiles Ettore Bugatti | 31  | William Grover-Williams | Bugatti T54        | Bugatti 5.0L I8 Kompressor              | M      |
| Automobiles Ettore Bugatti | 32  | Achille Varzi           | Bugatti T54        | Bugatti 5.0L I8 Kompressor              | M      |
| Stanisław Czaykowski       | 33  | Stanisław Czaykowski    | Bugatti T54        | Bugatti 5.0L I8 Kompressor              |        |
| Karl Donajowski            | 34  | Karl Donajowski         | Bugatti T54        | Bugatti 5.0L I8 Kompressor              |        |

### Rennergebnis
| Pos. | Fahrer                  | Konstrukteur | Runden | Stopps | Zeit          | Start | Schnellste Runde | Ausfallgrund             |
| ---- | ----------------------- | ------------ | ------ | ------ | ------------- | ----- | ---------------- | ------------------------ |
| 1    | Achille Varzi           | Bugatti      | 15     |        | 1:25:24,4 h   | 7     |                  |                          |
| 2    | Stanisław Czaykowski    | Bugatti      | 15     |        | + 0,2 s       | 9     | 5:17,8 min       |                          |
| 3    | Baconin Borzacchini     | Alfa Romeo   | 15     |        | + 5:31,4 min  | 5     |                  |                          |
| 3    | Tazio Nuvolari          | Alfa Romeo   | 15     |        | + 5:31,4 min  | 8     |                  |                          |
| 5    | Charly Jellen           | Alfa Romeo   | 15     |        | + 10:09,0 min | 1     |                  |                          |
| 6    | Manfred von Brauchitsch | Mercedes     | 15     |        | + 13:50,2 min | 11    |                  |                          |
| 7    | László Hartmann         | Bugatti      | 15     |        | + 19:10,4 min | 4     |                  |                          |
| —    | Eugenio Siena           | Alfa Romeo   | 10     |        | DNF           | 10    |                  | gebrochene Ölleitung     |
| —    | William Grover-Williams | Bugatti      | 7      |        | DNF           | 6     |                  | gebrochene Benzinleitung |
| —    | Louis Chiron            | Alfa Romeo   | 1      |        | DNF           | 3     |                  | defekte Ventile          |
| —    | Rudolf Steinweg         | Bugatti      | 1      |        | DNF           | 2     |                  | gebrochene Ölleitung     |